# Dermot Ahern
Dermot Christopher Ahern, irl. Diarmuid Ó Eachthairn (ur. 2 lutego 1955 w Droghedzie) – irlandzki polityk i prawnik, działacz Fianna Fáil, parlamentarzysta, od 1997 do 2011 minister w różnych resortach.

## Życiorys
Ukończył studia prawnicze University College Dublin, po czym praktykował jako radca prawny (solicitor). Zaangażował się w działalność polityczną w ramach Fianna Fáil. Od 1979 do 1991 był radnym hrabstwa Louth. W 1987 po raz pierwszy został wybrany do Dáil Éireann izby niższej irlandzkiego parlamentu. Mandat Teachta Dála odnawiał w kolejnych wyborach parlamentarnych w 1989, 1992, 1997, 2002 i 2007.
Od listopada 1991 do lutego 1992 był sekretarzem stanu w departamencie premiera i departamencie obrony, sprawował wówczas urząd government chief whip. W gabinecie premiera Bertiego Aherna 26 czerwca 1997 stanowisko ministra spraw społecznych i rodziny. Urząd zajmował do 6 czerwca 2002, gdy został mianowany ministrem komunikacji oraz zasobów morskich i naturalnych. Od 29 września 2004 do 7 maja 2008 pełnił natomiast funkcję ministra spraw zagranicznych. 7 maja 2008 w nowym rządzie Briana Cowena objął stanowisko ministra sprawiedliwości, równości i reformy prawa, które zajmował do 20 stycznia 2011. W 2011 nie kandydował do parlamentu z uwagi na stan zdrowia.